# Notidobiella inermis
Notidobiella inermis är en nattsländeart som beskrevs av Oliver S. Flint Jr. 1983. Notidobiella inermis ingår i släktet Notidobiella och familjen krumrörsnattsländor. Inga underarter finns listade i Catalogue of Life.